# Pallos Gyöngyi
Pallos Gyöngyi (Pankota, 1940. június 23. –) operaénekes (szoprán). Főként szubrettszerepekben tűnt ki. Gyakran működött közre operett-előadásokban is.

## Élete
Kétévesen szüleivel települt Budapestre. 1958-ban érettségizett a Patrona Hungariæ Gimnáziumban és beiratkozott a Bartók Béla Konzervatóriumba, ahol Szathmáry Margit tanítványa volt. A végzés után az Országos Filharmónia szólistája lett, majd 1964-ben a szolnoki Szigligeti Színházhoz került. 1968-ban lett a Debreceni Csokonai Színház tagja, egészen 1990-es nyugdíjazásáig.

## Szerepei
- Bizet: Carmen – Frasquita, Micaela
- Delibes: Lakmé – Miss Rose
- Goldmark: Sába királynője – Asztarot
- Gounod: Faust – Siebel
- Huszka: Gül baba – Leila
- Jacobi: Sybill – címszerep
- Kacsóh: János vitéz – Iluska
- Lehár: A mosoly országa – Franci
- Leoncavallo: Bajazzók – Nedda
- Mozart: Szöktetés a szerájból – Blondchen
- Mozart: Don Juan – Zerlina
- Mozart: A varázsfuvola – Papagena
- Nicolai: A windsori víg nők – Anna
- Puccini: Bohémélet – Musette
- Johann Strauss d. S.: A denevér – Adél
- Verdi: Nabucco – Anna
- Verdi: Álarcosbál – Oscar
- Verdi: Don Carlos – Tebaldo